# Richard Graef

Richard Graef: Selbstporträt, 1936

Richard Graef (* 26. April 1879 in Oberweißenbach; † 13. April 1945 in Dachau) war ein deutscher Maler, Grafiker, Zeichner und Illustrator. Er zählt zu den wichtigsten Karikaturisten der satirischen Wochenzeitung Simplicissimus und zu den seinerzeit ältesten Mitgliedern der Dachauer Künstlerkolonie.

## Leben

### Familie und Ausbildung
Der Sohn des Ökonomen Lorenz Graef und dessen Ehefrau Sophie, geborene Müller, entstammte einem alteingesessenen fränkischen Bauerngeschlecht und wuchs mit einer Vielzahl von Geschwistern auf dem väterlichen Hof in ärmlichen Verhältnissen auf. 1897 verließ er Oberweißenbach, um in München eine Buchbinderlehre zu beginnen und sein zeichnerisches Talent ausbilden zu lassen. Nach Ableistung des Militärdienstes fand er Aufnahme an der privaten Malschule von Anton Ažbe. 1905 wechselte er an die Malschule von Hans von Hayek nach Dachau. Bei Hayek lernte er seine spätere Ehefrau, Sabine Licht, die Tochter des Architekten Hugo Licht kennen, die er am 10. September 1907 in Leipzig heiratete. Die Hochzeitsreise führte das Künstlerpaar nach Paris, wo man die Zeit zu umfangreichen Malstudien nutzte. Nach der Rückkehr eröffneten beide in Dachau ein gemeinsames Atelier in der Frühlingsstraße 10. Am 13. Juli 1913 wurde ihnen in München das erste und einzige Kind, der Sohn Johann Peter Graef, geboren.

### Künstlerisches Schaffen
Graef erlangte besondere Bekanntheit als Zeichner und Karikaturist, wobei er sich thematisch hauptsächlich sozialen Spannungen zwischen Arm und Reich, menschlichen Schwächen oder bayerisch-bäuerlichem Lokalkolorit widmete und diese humoristisch darstellte. Erste Zeichnungen veröffentlichte er in den Zeitschriften Jugend, Der wahre Jacob und Fliegende Blätter. In den Jahren 1906 bis 1936 zählte er in der Nachfolge von Josef Benedikt Engl zu den wichtigsten Karikaturisten der satirischen Wochenzeitung Simplicissimus, für die er während dieser Zeit insgesamt 379 Beiträge einlieferte.
Von seinem Freund Carl Thiemann erlernte er den Holzschnitt und führte dessen neuen Stil schwarz-weißer Flächigkeit mittels der Verwendung von Langholz zur Meisterschaft.
Vermutlich aus wirtschaftlichen Gründen verließ Richard Graef mitten im I. Weltkrieg Dachau und siedelte sich in Niederzedlitz bei Crossen an der Oder, auf dem Familien-Gut seines Schwiegervaters Hugo Licht, an. In dieser Zeit wandte er sich verstärkt der Aquarell- und Ölmalerei zu. Es entstanden Stillleben und Porträts sowie Landschaftsgemälde.
Nach der Scheidung seiner Ehe kehrt er 1934 nach Dachau zurück, eröffnete ein kleines Atelier in der Schleißheimer Straße und führte ein zurückgezogenes, seiner Kunst gewidmetes Leben in bitterster Armut.
Am 16. April 1945 wurde er unter großer Anteilnahme seiner Künstlerfreunde auf dem Dachauer Waldfriedhof beerdigt. Sein Grab ist nicht erhalten.

## Mappenwerke
- Dachauer Land. Josef Wittmann, Dachau 1916.

## Mitgliedschaften
- Bund deutscher Gebrauchsgrafiker
- Reichsverband bildender Künstler Deutschlands

## Ehrungen
- In Dachau trägt eine Straße den Namen Richard-Graef-Weg.

## Nachruf
„Im Alter von 65 Jahren ist der Kunstmaler Richard Graef gestorben. Er gehörte zu den ältesten Mitgliedern der Dachauer Künstlerkolonie. Mit ihm ist wieder einer von denen gegangen, die noch das alte Dachau zu Zeiten Ludwig Thomas und vielseitiger künstlerischer Betätigungen erlebt haben. [...] Der Verstorbene hat besonders als Schöpfer feinsinniger Aquarelle, köstlicher Graphiken und Holzschnitte Hervorragendes geleistet. Auch unsere Leser werden sich noch an die ein oder andere seiner Zeichnungen, die er in der Heimatzeitung veröffentlichte, erinnern. Der einzige Sohn des Verstorbenen ist in Amerika.“

## Werke (Auswahl)

Der künftige Student, Karikatur
Der Schnitter, Holzschnitt
Karikatur für die Zeitschrift Simplicissimus 1913
Varietetänzerinnen, Ölgemälde
Das kranke Kalb, Ölgemälde